# Ewangelie Garimy

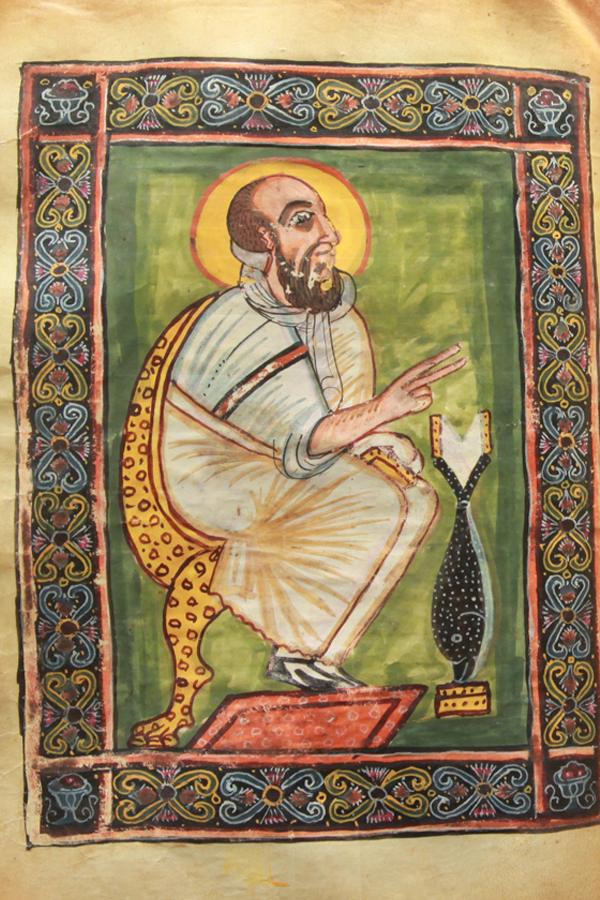
Ilustracja z Ewangelii Garimy

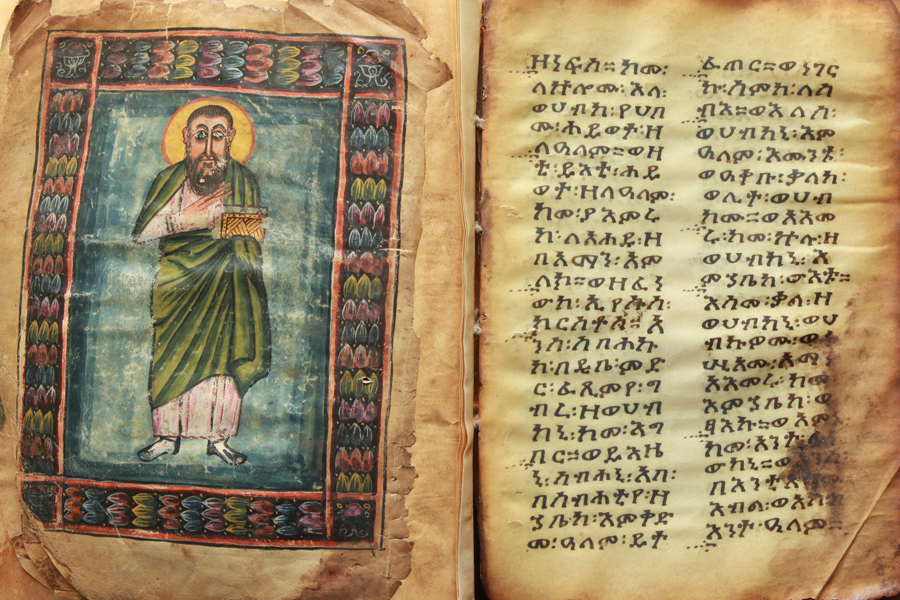
Strony z Ewangelii Garimy

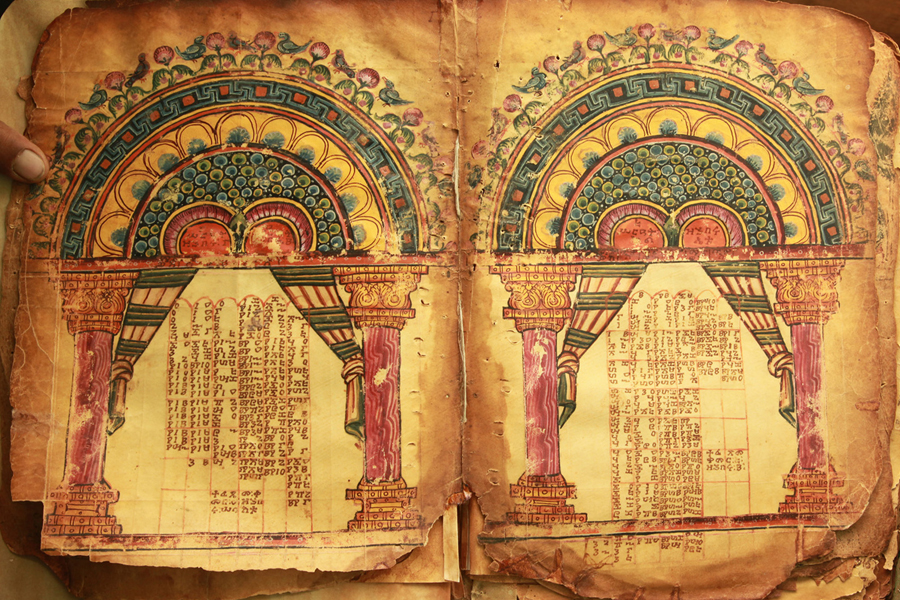
Strony z Ewangelii Garimy

Ewangelie Garimy – dwa ilustrowane, zapisane pismem etiopskim kodeksy zawierające tekst Czterech Ewangelii. Według legendy zostały one napisane przez przybyłego do Etiopii w 494 roku n.e. mnicha Garimę, jednego z Dziewięciu Świętych Kościoła Etiopskiego. Rękopisy Ewangelii Garimy są przechowywane w klasztorze Abuna Garima.

## Legenda
W roku 494 n.e. miał przybyć do Etiopii mnich Garima, który przez kilkadziesiąt lat z wielką gorliwością nawracał pogan na chrześcijaństwo. Uzdrawiał chorych, wypędzał złe duchy, a kiedy braciom z jego monastyru zagroziła susza, zapewnił wodę spluwając na ziemię, wskutek czego popłynęła woda. Tak miało powstać istniejące do dziś źródełko. Największym osiągnięciem Garimy miało być przepisanie tekstu czterech Ewangelii pismem etiopskim, co mnich miał uczynić w jeden dzień. Według legendy miał mu pomóc Bóg, który widząc gorliwą i zbożną pracę mnicha opóźnił zachód słońca. Tak powstał wspaniale ilustrowany manuskrypt, który został ukryty w skarbcu klasztoru założonego przez Garimę. Monastyr ten znajdujący się koło miasta Adua istnieje do dziś, a Ewangeliarz Garimy jest jego najważniejszym zabytkiem.

## Historia
Pierwsze potwierdzone wzmianki o istnieniu rękopisu pochodzą od Beatrice Playne, brytyjskiej  historyk sztuki, która w latach 50. XX wieku napisała raport o istnieniu „przepięknej starej księgi”. W 1950 roku badaczka dotarła w trudno dostępny rejon górzystej etiopskiej prowincji Tigraj, gdzie znajduje się bardzo stary klasztor Abuna Garima. Ponieważ kobiecie nie było wolno wejść do środka manuskrypt został wówczas wyniesiony na zewnątrz klasztoru, aby mogła go obejrzeć.

## Opis
Na Ewangelie Garimy składają się obecnie dwa pergaminowe manuskrypty. Pierwsza, oznaczona jako Ewangelie Garimy I, zawiera tekst Ewangelii Marka oraz Mateusza. Zawiera ona 348 zapisanych stronic, a otwiera ją 11 stron ilustracji. Druga, oznaczona jako Ewangelie Garimy II, jest zapisem Ewangelii Łukasza oraz Jana. Składają się na nią 322 strony oraz 17 kart miniatur, na których znajdują się również wizerunki czterech ewangelistów.
Oba manuskrypty spisano używanym od IV wieku n.e. pismem etiopskim. Jacques Mercier, ekspert współpracujący z Fundacją Dziedzictwa Etiopskiego, wskazuje że, pomiędzy dwoma tomami Ewangelii Garimy istnieją subtelne różnice w zapisie, które sugerują, że woluminy powstały oddzielnie a każdy został napisany przez innego skrybę. Wynika stąd wniosek, że mnich Garima niekoniecznie był autorem obu manuskryptów, lecz zapewne to on zlecił napisanie rękopisów. Różnice stylu ilustratorskiego również dają się zauważyć w obu tomach. Ilustratorzy obu woluminów niewątpliwie musieli wywodzić się z kręgu kultury bizantyńskiej. Ilustracje pochodzące z pierwszego rękopisu są podobne do znanych z terenu Syrii lub okolic Jerozolimy dzieł sztuki oraz późniejszych iluminacji, a pochodzące z drugiego tomu wykazują podobieństwa do sztuki koptyjskich chrześcijan z Egiptu. Prawdopodobnie więc miniatury obu kodeksów powstały daleko poza granicami Etiopii. Wskazuje na to również analiza namalowanych na ilustracjach ptaków. Badacze doliczyli się na miniaturach około 20 gatunków, z których zdecydowana większość występuje na Bliskim Wschodzie, a żaden nie jest gatunkiem typowo etiopskim.
Nie można wykluczyć, że pochodzący z Bliskiego Wschodu ilustrator przybył do Etiopii i na miejscu przyozdobił powstające manuskrypty. Inną możliwością jest, że wizerunki ptaków zostały podpatrzone i skopiowane przez miejscowego ilustratora z miniatur rękopisów powstałych na wschodzie. Z całą pewnością można jednak stwierdzić, że ilustracje powstały prędzej, a dopiero później skryba piszący pismem etiopskim uzupełnił tekst księgi. Wskazują na to litery nieznacznie zachodzące na ilustracje.

## Badania radiowęglowe
Do czasu badań wykonanych metodą radiowęglową uważano, że Ewangelie Garimy I pochodzą z przełomu IX i X wieku a Ewangelie Garimy II z wieku XI. Jednak podczas jednej z wizyt w klasztorze Jacques’a Merciera otrzymał on pozwolenie na zabranie drobnych kawałków pergaminu, które na skutek starości odpadły od kart rękopisów. Dwa skrawki zostały wysłane do znajdującego się w Oksfordzie ośrodka zajmującego się datowaniem zabytków metodą radiowęglową. Badanie wykazało, że Ewangelie Garimy I pochodzą z lat 330–540 n.e. a Ewangelie Garimy II z lat 430–650. Ponieważ oba wyniki nakładają się na siebie nie musi to oznaczać, że kodeksy powstały w różnych okresach. Porównując ilustracje obu kodeksów z iluminacjami bizantyńskimi przyjęto, że ewangeliarz pochodzi z VI wieku n.e. Prowadzi to do wniosku, że Ewangelie Garimy, mogły rzeczywiście powstać w czasach mnicha Garimy oraz oznacza, że oba kodeksy mogą być najstarszymi iluminowanymi manuskryptami biblijnymi.
Prof. Nicholas Pickwoad z londyńskiego University of the Arts specjalizujący się w badaniach opraw kodeksów ocenił, że miedziana okładka Ewangelii Garimy I również pochodzi z VI wieku. Znajdujące się na niej wytłaczane fantazyjne wzory tworzące metalowe tablice wraz z krzyżem pośrodku były niegdyś przyozdobione szlachetnymi lub półszlachetnymi kamieniami na co wskazują pozostałe na niej otwory. Jeśli te oceny zostaną potwierdzone w kolejnych badaniach, będzie to oznaczało, że oprawa kodeksu jest najstarszą znaną oryginalną oprawą księgi na świecie.
Ponieważ w wyniku braku zgody władz kościelnych na wywóz ksiąg z klasztoru, manuskrypty wciąż znajdują się na jego terenie, zarówno badania kodeksów jak i prace konserwatorskie przebiegają powoli. Lester Capon, brytyjski konserwator starodruków, wstępne prace zabezpieczające rękopisy przeprowadził na klasztornym dziedzińcu. Pozszywał on rozpadające się księgi a także sfotografował wszystkie strony kodeksów. W przyszłości znajdujący się na terenie klasztoru XIX-wieczny kościół ma zostać przekształcony w małe muzeum, gdzie kodeksy mają być przechowywane.